# 大眾國際投資
大眾國際投資有限公司，簡稱大眾國際投資（英語：Public International Investments Limited，港交所除牌時0227.HK），在1973年12月4日，由偉和地產投資有限公司更名而來，當時經營證券投資、企業融資、股票經紀、物業開發等。曾是大眾銀行旗下公司。
1993年，前董事總經理參與內幕交易而定罪。其後被申銀萬國收購。更名為第一上海投資有限公司至今。

## 連結
- FirstShanghai.com.hk（页面存档备份，存于）